# フリデリキ (ギリシャ王妃)
フリデリキ・トゥ・アノヴェル（ギリシャ語: Φρειδερίκη του Αννοβέρου, ラテン文字転写: Frideriki toy Annoverou, 1917年4月18日 - 1981年2月6日）は、ギリシャ国王パウロス1世の王妃。
ドイツ語名はフリーデリケ・ルイーゼ・ティーラ・ヴィクトリア・マルガリータ・ゾフィア・オルガ・ツェツィーリア・イザベラ・クリスタ・フォン・ハノーファー（ドイツ語: Friederike Luise Thyra Victoria Margarita Sophia Olga Cecilia Isabella Christa von Hannover）、愛称はフレディ( Freddie )。

## 生涯
ブラウンシュヴァイク公エルンスト・アウグストと、その妻であるプロイセン王女ヴィクトリア・ルイーゼ（ドイツ皇帝ヴィルヘルム2世の唯一の女子）の娘として、ブランケンブルク（ザクセン＝アンハルト州）で生まれた。
1936年にベルリンオリンピックでドイツを訪問していたパウロスに見そめられ、1938年1月にアテネで結婚した。1941年4月、ギリシャ王家は第二次世界大戦の戦禍を逃れてクレタ島へ避難。亡命中の国王ゲオルギオス2世は、王家を南アフリカ共和国へさらに避難させた。1942年、フリデリキはケープタウンで次女イレーネを生んでいる。その後、1944年に王家はエジプトへ移った。
1946年に王政復古がかなって帰国。翌1947年、ゲオルギオスの死にともない夫が王位を継承し、フリデリキも王妃となった。しかし、間もなくギリシャ北部から共産主義者らの攻撃が始まり、ギリシャ内戦が始まった。内戦の間、フリデリキは「クイーンズ・キャンプ」または「チャイルド・シティーズ」とも呼ばれた、孤児や貧困家庭の子供たちを収容する施設のネットワークをつくった。国連や国際赤十字の支援も得て、国情の安定しない近隣国アルバニア・ユーゴスラビア・ブルガリア・ハンガリーからも子供たちが収容され、内戦が終結するまで子供たちに安全な環境と教育を与えた（非合法にアメリカ人家族と養子縁組した子供も多くいた。また、左派に対する王政のプロパガンダだと非難も浴びた）。

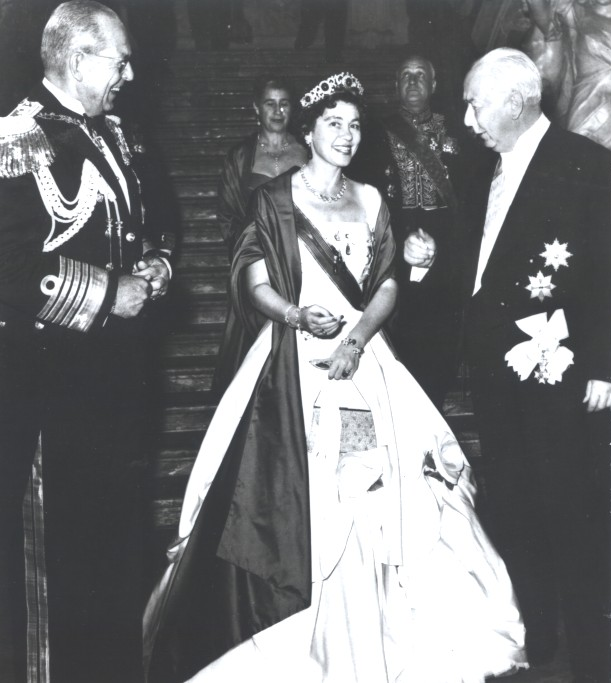
パウロス国王(左)・テオドール・ホイスドイツ大統領(右)と

フリデリキはドイツ出身であることから、ナチスに迎合したと非難の標的にされることが多かった。彼女の3人の兄弟エルンスト・アウグスト、ゲオルク・ヴィルヘルム、クリスティアンらはドイツ国防軍の兵士だったが、少女時代にヒトラー・ユーゲントに所属していたことが理由であった（ユダヤ系でないドイツ人少女がユーゲントに加入するのは、ナチス支配下では当たり前のように見られたが、彼女本人がオフレコでナチスを賞賛していたこともあったとされる）。
1964年3月、パウロスが癌で病死すると、長男コンスタンティノス2世が即位した。やがて首相ゲオルギオス・パパンドレウとの対立から王家は再び亡命を余儀なくされ、1974年に正式に王政が廃止された。
1981年2月、フリデリキは亡命先のマドリードで、手術の最中に心臓麻痺で死去した。彼女は王家の墓所のあるギリシャのタトイ(en)で葬られたが、コンスタンティノスの一家は葬儀の済んだ後直ちに出国する条件を飲み、ギリシャへの一時帰国を果たした。

## 子女
- ソフィア（1938年 - ） - スペイン国王フアン・カルロス1世妃
- コンスタンティノス2世（1940年 - 2023年） - ギリシャ国王
- イリニ（1942年 - ）